# Falconet de front blanc
El falconet de front blanc (Microhierax latifrons) és un petit ocell rapinyaire de la família dels falcònids (Falconidae) que habita al nord de l'illa de Borneo. El seu estat de conservació es considera gairebé amenaçat.

## Morfologia
- Amb 14 – 16 cm de llargària i un pes d'uns 35 grams són, juntament amb el falconet indonesi, els més petits entre els rapinyaires diürns.[5]
- Negre per sobre i blanc per sota, amb l'abdomen amb un to vermellós. Cap negre amb front i gola blancs, separats per línia ocular negra
- Potes negres.

## Hàbitat i distribució
Viu a la selva humida de Sabah i Sarawak, al nord de Borneo.

## Reproducció
Es reprodueix en forats als arbres.

## Alimentació
S'alimenta de petits ocells i insectes.